# گروه سینمایی سونی پیکچرز
گروه سینمایی سرگرمی سونی پیکچرز (به انگلیسی: Sony Pictures Entertainment Motion Picture Group) (که بیش تر به عنوان گروه سینمایی سونی پیکچرز شناخته می‌شود) بخشی از سونی پیکچرز انترتینمنت است که عملیات‌های تصویربرداری خود را مدیریت می‌کند. این بخش در سال ۱۹۹۸ با ادغام مشاغل کلمبیا پیکچرز و ترای استار پیکچرز راه اندازی شد.

## تاریخچه
گروه سینمایی سونی پیکچرز در سال ۱۹۹۸ به عنوان گروه سینمایی کلمبیا ترای‌استار، متعلق به سونی راه اندازی شد. همچنین بسیاری از استودیوهای معروف سونی از زیربخش‌های این شرکت محسوب می‌شود. بخشهای آن در آن زمان سونی پیکچرز کلاسیکس، توزیع سونی پیکچرز، تریومف فیلمز، ترای استار پیکچرز و کلمبیا پیکچرز بود.
در ۸ دسامبر ۱۹۹۸، سونی پیکچرز انترتینمنت بخش انیمیشن و تلویزیون سابق خود را اسکرین جمز را به عنوان بخشی از این شرکت احیا کرد که طی چندین دهه پس از تأسیس، چندین هدف مختلف را برای شرکت‌های مادر خود ارائه کرده‌است.
در سال ۲۰۰۲، تلویزیون کلمبیا ترای استار به تلویزیون سونی پیکچرز تغییر نام داد. در آخر هم تقریباً تمام شرکت‌های کلمبیا ترای‌استار به نام‌های موسوم به سونی تغییر نام دادند.
در سال ۲۰۱۳، ترای استار پروداکشنز به عنوان سرمایه‌گذاری مشترک سونی پیکچرز انترتینمنت و رئیس سابق فاکس قرن بیستم، توماس روتمن، راه اندازی شد.
در اکتبر ۲۰۱۳، سونی پیکچرز گروه فیلم‌های متحرک خود را به نام کنونی «گروه سینمایی سونی پیکچرز» تغییر داد. سونی پیکچرز انیمیشن و سونی پیکچرز ایمیج ورکر از سونی پیکچرز دیجیتال به گروه سینمایی منتقل شدند.
در ۱۵ ژوئیه ۲۰۱۹، الیزابت گابلر، رئیس سابق فاکس ۲۰۰۰ پیکچرز و تمام کارکنان فاکس ۲۰۰۰ پیکچرز به سونی پیکچرز پیوستند و ۳۰۰۰ پیکچرز را با گروه فیلم متحرک تشکیل دادند. پیکچرز ۳۰۰۰ همچنین پروژه‌هایی را برای تلویزیون و پخش برنامه‌های تلویزیونی دنبال می‌کنند.

## بخش‌های شرکت
| - کلمبیا پیکچرز - ترای‌استار پیکچرز (ترای استار پروداکشنز) - سونی پیکچرز کلاسیکس - اسکرین جمز - سونی پیکچرز انیمیشن - سونی پیکچرز ایمج‌ورکز - پیکچرز ۳۰۰۰ - خریداری‌های جهانی سونی پیکچرز (دستینیشن فیلمز، استیج ۶ فیلمز و افیرم فیلمز) | - توزیع سونی پیکچرز - توزیع بین‌المللی سونی پیکچرز - توزیع مکزیک سونی - سرگرمی خانگی سونی پیکچرز | - گوست کورپس - تریومف فیلمز |

## سونی پیکچرز ریلیزینگ
سونی پیکچرز ریلیزینگ (به انگلیسی: Sony Pictures Releasing) یک توزیع کننده فیلم آمریکایی متعلق به سونی است. این شرکت که در سال ۱۹۹۴ به عنوان جانشین شرکت توزیع تریومف تأسیس شد، پخش تئاتر، بازاریابی و تبلیغ فیلم‌هایی را تولید می‌کند که توسط سونی پیکچرز تولید و منتشر می‌شوند. این شرکت عضو گروه سینمایی سونی است. همچنین دارای یک بخش بین‌المللی به نام توزیع بین‌المللی سونی پیکچرز است که از سال ۱۹۹۱ تا ۲۰۰۵ به عنوان توزیع بین‌المللی فیلم کلمبیا ترای‌استار شناخته می‌شد.